# 姊姊妹妹站起來 (電影)
《姊姊妹妹站起来》是中國大陸1951年的一部電影，由文华影业公司在上海攝製，其編導為陈西禾。電影由李萌、崔超明、石挥、李凌云和李纬等主演，其劇情講述了一名被騙往妓院賣淫的女子佟大香在中國共產黨的幫助下站起來自食其力的故事。影片發行後，許多地區學習片中經驗開始處理當地娼妓現象。

## 背景與反響
1949年11月21日，根据《北京市第二届各界人民代表会议关于封闭妓院的决议》，北京市公安局突击查封全市妓院。全部妓院在12小時以內被封閉，從業妓女被送往北京市妇女生产教养院，成為「學員」，開始新生活。
《姊姊妹妹站起来》於1951年由文华影业公司在上海攝製，其編導為陈西禾，攝影為葛偉卿。陈西禾認為妓女改造可以表現「新旧世界是怎样的不同」的這一题材，於是決定拍攝电影《姊姊妹妹站起来》。为求真实，陳西禾前往北京采访收集素材，他大胆起用业余演员，请教养院的学员李凌云出演片中的老鸨，增加了影片的真實感。
影片上映以后，許多地区學習片中经验，开始處理當地的娼妓现象。上海市妇女教养所则组织妓女观看这部电影，引导她们找到沦为娼妓的原因，从而控诉妓院主。

## 劇情大纲
北平近郊农村姑娘佟大香（李萌饰），因生計無著落，与媽媽进城借住于舅妈家。最初母女二人以替人缝洗衣服度日，邻居尚幼林（李纬饰）對大香百般照顧，两人渐生情愫。但舅妈为了钱财，與流氓马三（石挥饰）勾結，以去襪子廠做工為名，將大香骗卖到崔鬍子和胭脂虎（崔超明、李凌云分饰）开设的妓院“同喜院”。在妓院中，崔鬍子和胭脂虎常常因為接客數量過少而打罰妓女們，同時一些妓女在賣淫過程中染上了性病，卻得不到良好的醫治。在一次巡官来妓院查验捐照時，大香不堪忍受，向巡官尋求幫助。但巡官收到崔鬍子和胭脂虎的贿赂，反倒助纣为虐。大香也因此遭到更大迫害，其母亦投河身亡。在多方打聽後，尚幼林找到了這家妓院，並拿出母親遺留的積蓄希望幫大香赎身。但在交錢之後，妓院並不放人，而尚幼林也遭到了毒打。大香萌生死意，但被妓院姐妹发现，其性命得保。
中國共產黨即將接收北平，胭脂虎稱「共產黨說妓女是廢物」，會把她們送去配給給傷殘大兵或者去前線踩地雷等。1949年11月21日，妓院被查封，大香與姐妹們隨後住進了妇女生产教养院，成為「學員」，開始新生活。秋香也成為教養院的分組組長。教養院的同志對妓女們進行思想改造，並幫助她們治療性病，如同親姐妹一般。但由於胭脂虎的言論加之過去的經歷，大香與姐妹們起初並不信任教養院和政府。但在同志們的感化之下，大香與姐妹們漸漸領會了政府的好意。而崔鬍子和胭脂虎等人也得到了政府惩办。大香等姐妹们終於站起来成为了自食其力的劳动者。

## 角色
| 角色   | 演员   | 备注                                                                             |
| ------ | ------ | -------------------------------------------------------------------------------- |
| 佟李氏 | 梁明   | 佟大香的母亲，北平近郊农妇，丈夫被地主逼死后携女儿大香进城投奔舅母孙大妈         |
| 佟大香 | 李萌   | 佟李氏的女儿，被骗卖到妓院“同喜院”后称“玉兰”                                     |
| 尚幼林 | 李纬   | 孙大妈的邻居                                                                     |
| 孙大妈 | 田太宣 | 佟李氏的舅母，佟大香的舅奶奶                                                     |
| 尚鸿林 | 田振东 | 尚幼林的父亲                                                                     |
| 尚妹   | 宏霞   | 尚幼林的妹妹                                                                     |
| 马三   | 石挥   | 流氓，外号“鬼见愁”，自称是便衣队成员，以去袜子厂做工为名将大香骗卖到妓院“同喜院” |
| 胭脂虎 | 李凌云 | 妓院“同喜院”的老板娘                                                             |
| 小爱子 | 李春晓 |                                                                                  |
| 崔胡子 | 崔超明 | 妓院“同喜院”的老板                                                               |
| 凤喜   | 罗玲   |                                                                                  |
| 二伙计 | 石灵   |                                                                                  |
| 月仙   | 苏芸   | 妓女                                                                             |
| 顺宝   | 徐薇   | 妓女                                                                             |
| 桂红   | 胡小菡 |                                                                                  |
| 银花   | 张劭   |                                                                                  |
| 先生   | 俞仲英 |                                                                                  |
| 大伙计 | 丁力   |                                                                                  |
| 伪巡官 | 程之   | 被崔胡子和胭脂虎贿赂的巡官                                                       |
| 嫖客   | 江山   |                                                                                  |
| 更夫   | 刘豁然 |                                                                                  |
| 方同志 | 丁文   | 教养院工作人员                                                                   |
| 许同志 | 陈䭲   | 教养院工作人员                                                                   |
| 贺同志 | 黄温如 | 教养院工作人员                                                                   |

## 外部連結
- 愛奇藝上的該影片（页面存档备份，存于）